# Podgórze Kraków
KS Podgórze Kraków (offiziell: Klub Sportowy Podgórze Kraków) ist ein polnischer Fußballverein aus dem Krakauer Stadtteil Podgórze, der 1913 gegründet wurde. Die Frauenfußballabteilung spielte mehrere Jahre erfolgreich in der polnischen ersten Liga. Ihre erfolgreichsten Zeiten hatten sie zwischen 1995 und 1999, wo sie zweimal Vizemeister wurden und zweimal im Pokalfinale standen. Aktuell spielen sie in der dritten polnischen Frauenliga. Die Männer spielten vor dem Zweiten Weltkrieg zwei Spielzeiten in der Ekstraklasa, 1933 wurde dabei mit einem 10. Platz das beste Ergebnis erzielt.

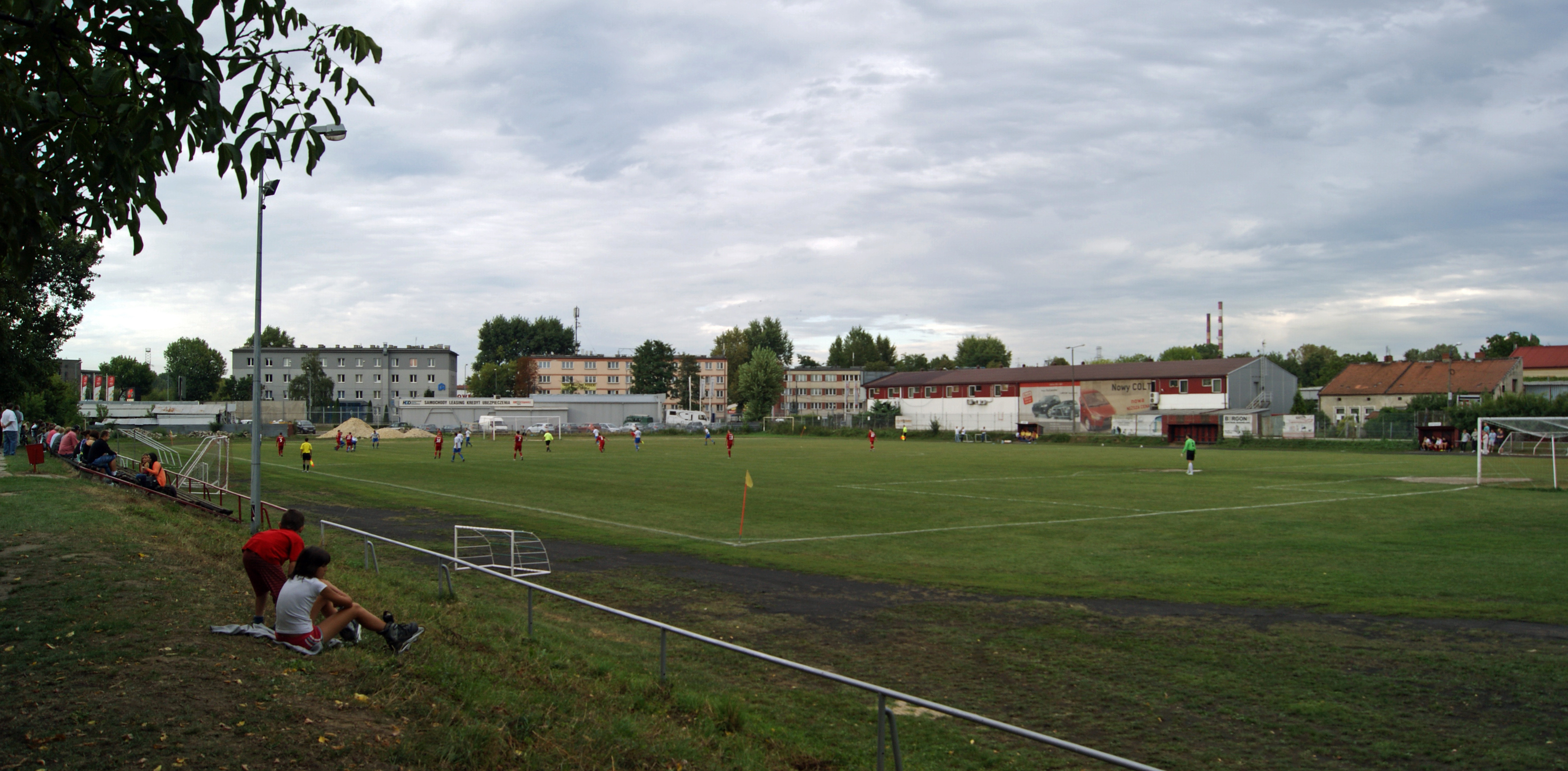
Stadion KS Podgórze

## Erfolge
- Polnischer Vizemeister der Frauen: 1997/98, 1998/99
- Pokalfinalist: 1995/96, 1996/97